# Parmotrema gardneri
Parmotrema gardneri är en lavart som först beskrevs av C. W. Dodge, och fick sitt nu gällande namn av Sérus. Parmotrema gardneri ingår i släktet Parmotrema och familjen Parmeliaceae.   Inga underarter finns listade i Catalogue of Life.